# El Corralot (Llobera)
El Corralot és una masia situada al municipi de Llobera, a la comarca catalana del Solsonès.